# Dolné Srnie
Dolné Srnie (hongrois : Alsószernye) est un village de Slovaquie situé dans la région de Trenčín.

## Histoire
La première mention écrite du village date de 1477.

## Démographie

### Évolution de la population
| Année:               | 1994. | 2004.    | 2014.   | 2024.   |
| -------------------- | ----- | -------- | ------- | ------- |
| Nombre de personnes: | 832   | 928      | 980     | 984     |
| Différence:          |       | +11,53 % | +5,60 % | +0,40 % |

| Année:               | 2023. | 2024.   |
| -------------------- | ----- | ------- |
| Nombre de personnes: | 983   | 984     |
| Différence:          |       | +0,10 % |